# Бондарь, Николай Николаевич
Никола́й Никола́евич Бо́ндарь (укр. Микола Миколайович Бондар; 21 сентября 1921, Киев Киевской области, УССР, СССР — 30 декабря 2000, там же) — советский и украинский учёный, доктор исторических наук (1981), профессор (1984).

## Биография
Родился 21 сентября 1921 г. в г. Киеве в рабочей семье. Участник Второй мировой войны. В 1946 году окончил исторический факультет Киевского университета, затем там же в 1949 году — аспирантуру, и остался преподавать (в 1949—1994 годах) первобытную археологию на кафедре археологии и музееведения: преподаватель, старший преподаватель, доцент, в 1971—1987 годах — заведующий кафедрой. В 1957—1972 годах руководил Каневскими археологическими экспедициями Киевского университета.
В 1956 году защитил кандидатскую диссертацию на тему: «Торговля Ольвии в догетскую эпоху».
В 1981 году защитил докторскую диссертацию на тему: «Культура шнуровой керамики и её роль в древней истории Европы».
Умер 30 декабря 2000 года в Киеве, похоронен на Лесном кладбище.

## Научная деятельность
Круг научных интересов был связан с исследованиями поселений среднеднепровской культуры на окрестностях Канева и широким изучением проблемы культур шнуровой керамики. Руководил Киевскими археологическими экспедициями в 1957—1972 гг., а с 1974—1991 гг. возглавлял научно-исследовательскую тему НИЧ Киевского университета имени Тараса Шевченко, исполнителями которой проводились археологические исследования в зонах новостроек Днепропетровской, Донецкой, Харьковской и Луганской областей.
Автор около 70 научных работ, в т. ч. 7 монографий, учебных и методических пособий. Среди них:
- Пам'ятки стародавнього минулого Канівського Придніпров'я (укр.) / відп. ред. Л. М. Славін. — Київ: Вид-во Київського ун-ту, 1959. — 79 с. Архивировано 27 мая 2024 года.
- Минуле Канева та його околиць (укр.). — Київ: Вид-во Київського ун-ту, 1971. — 102 с. Архивировано 30 июля 2024 года.
- Поселения Среднего Поднепровья эпохи ранней бронзы. — К., 1974. — 175 с.;
- Методические указания по курсу основы археологи для студентов 1 курса исторического факультета. — К., 1984. — 88 с.;
- Культуры шнуровой керамики в советской историографии // Проблемы археологии Поднепровья. — Днепропетровск, 1985. — С.61-72;
- Поховальні пам’ятки середньодніпровської культури Середнього Подніпров’я // Поховальний обряд давнього населення України. — К., 1991. — С. 40-56